# Okręg wyborczy nr 7 do Sejmu Polskiej Rzeczypospolitej Ludowej (1989–1991)
Okręg wyborczy nr 6 do Sejmu Polskiej Rzeczypospolitej Ludowej (1989–1991) obejmował Warszawę-Pragę Południe oraz gminy Celestynów, Halinów, Józefów, Karczew, Otwock, Sulejówek, Wiązowna, Wesoła, Ząbki i Zielonka (województwo stołeczne warszawskie). W ówczesnym kształcie został utworzony w 1989. Wybieranych było w nim 5 posłów w systemie większościowym.
Siedzibą okręgowej komisji wyborczej była Warszawa-Praga Południe.

## Wybory parlamentarne 1989

### Mandat nr 23 –Polska Zjednoczona Partia Robotnicza
| Kandydat | I tura | I tura | II tura | II tura |
| Kandydat | Głosów | %      | Głosów  | %       |
| --- | ------ | ------ | ------- | ------- |
| Ryszard Wojciechowski                                                                                          | 16 287 | 9,27   | 31 798  | 46,37   |
| Jacek Karczewski                                                                                               | 13 245 | 7,54   | 23 967  | 34,95   |
| Andrzej Kalwas                                                                                                 | 10 230 | 5,82   | —       | —       |
| Henryk Skwarka                                                                                                 | 7883   | 4,49   | —       | —       |
| Wiesław Biskupski                                                                                              | 6998   | 3,98   | —       | —       |
| Feliks Dziadkowiec                                                                                             | 4553   | 2,59   | —       | —       |
| Liczba głosów ważnych: 175 655 (I tura) • 68 574 (II tura) Źródło: Państwowa Komisja Wyborcza I tura i II tura |        |        |         |         |

### Mandat nr 24 –Polska Zjednoczona Partia Robotnicza
| Kandydat | I tura | I tura | II tura | II tura |
| Kandydat | Głosów | %      | Głosów  | %       |
| --- | ------ | ------ | ------- | ------- |
| Henryk Chmielewski                                                                                             | 29 635 | 16,16  | 30 732  | 44,83   |
| Bolesław Szafrański                                                                                            | 28 953 | 15,79  | 23 310  | 34,00   |
| Liczba głosów ważnych: 183 376 (I tura) • 68 557 (II tura) Źródło: Państwowa Komisja Wyborcza I tura i II tura |        |        |         |         |

### Mandat nr 25 –Polska Zjednoczona Partia Robotnicza
| Kandydat | I tura | I tura | II tura | II tura |
| Kandydat | Głosów | %      | Głosów  | %       |
| --- | ------ | ------ | ------- | ------- |
| Jerzy Domański                                                                                                 | 26 451 | 14,52  | 25 891  | 37,71   |
| Andrzej Sidor                                                                                                  | 23 537 | 12,92  | 30 972  | 45,11   |
| Krzysztof Jaźwiński                                                                                            | 14 933 | 8,20   | —       | —       |
| Liczba głosów ważnych: 182 160 (I tura) • 68 661 (II tura) Źródło: Państwowa Komisja Wyborcza I tura i II tura |        |        |         |         |

### Mandat nr 26 – bezpartyjny
| Kandydat                                                          | Głosów  | %     |
| ----------------------------------------------------------------- | ------- | ----- |
| Ryszard Bugaj                                                     | 150 046 | 83,26 |
| Antoni Chaciński                                                  | 7606    | 4,22  |
| Zbigniew Tomankiewicz                                             | 6665    | 3,70  |
| Henryk Goryszewski                                                | 5124    | 2,84  |
| Andrzej Kleszczewski                                              | 3950    | 2,19  |
| Liczba głosów ważnych: 180 223 Źródło: Państwowa Komisja Wyborcza |         |       |

### Mandat nr 27 – bezpartyjny
| Kandydat                                                          | Głosów  | %     |
| ----------------------------------------------------------------- | ------- | ----- |
| Maria Sielicka-Gracka                                             | 140 275 | 79,17 |
| Teresa Złotkowska                                                 | 7507    | 4,24  |
| Andrzej Krasnowolski                                              | 6668    | 3,76  |
| Piotr Kuncewicz                                                   | 6457    | 3,64  |
| Zdzisław Pilecki                                                  | 5680    | 3,21  |
| Piotr Zygarski                                                    | 3651    | 2,06  |
| Liczba głosów ważnych: 177 172 Źródło: Państwowa Komisja Wyborcza |         |       |